# ダイヤモンドポーク

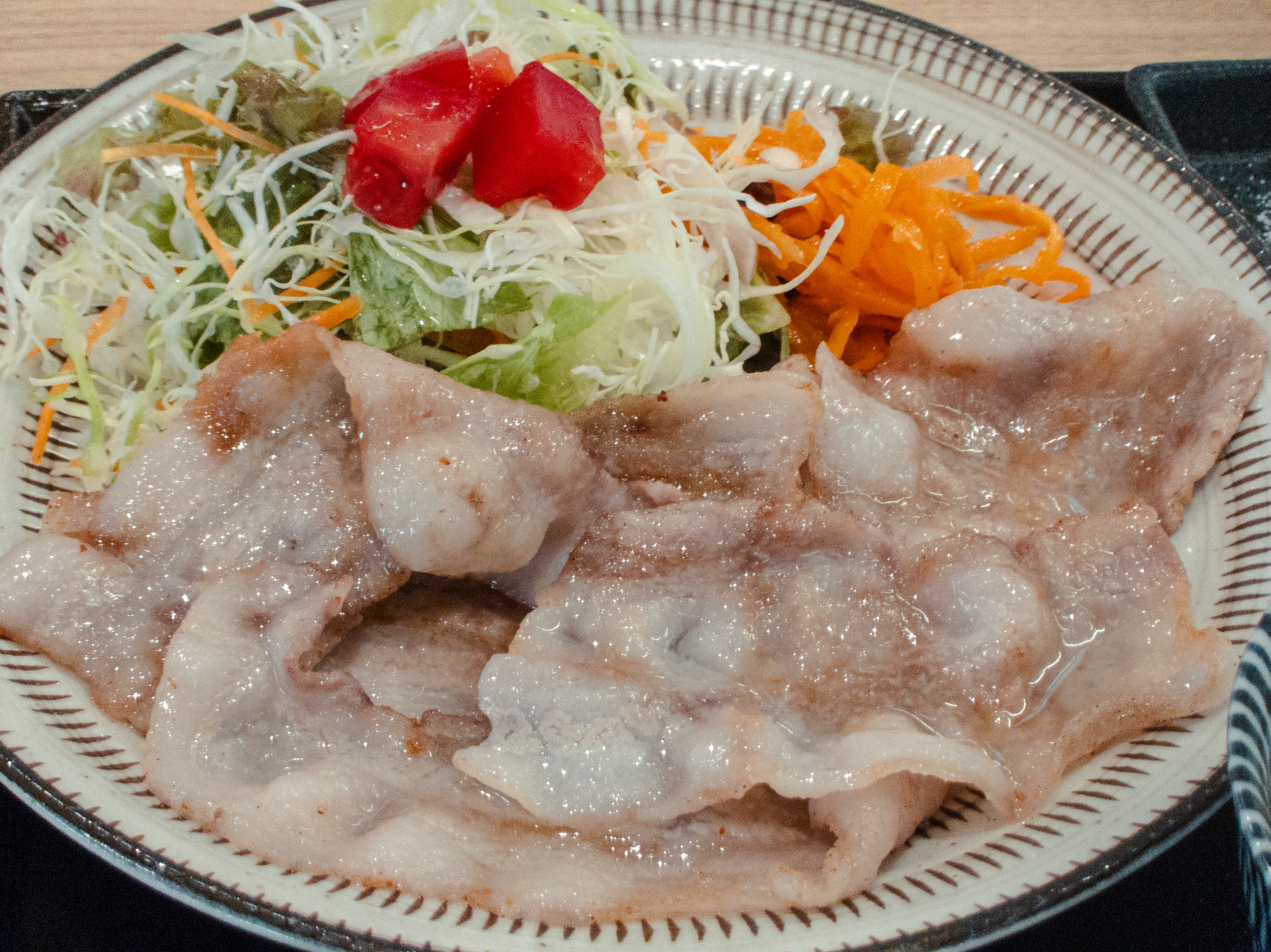
ダイヤモンドポーク 豚バラスライス焼き（富里市末廣農場）

ダイヤモンドポークは千葉県富里市の堀江ファームなどが生産する豚肉のブランド名。チバザポークの1つである。

## 概要
一部の百貨店や専門店を除き、ほとんど市場に出回らない。千葉県の養豚を語るうえでは、外すことのできないブランド豚の代表格である。
豚の品種は中ヨークシャー種の純粋種であり、「伝説の豚肉」とも言われる。
肉質はきめ細かく、芳醇な香りとコクのある旨みがあるが、堀江ファームではこれらをさらに際立たせるために、専用飼料を与えて育てている。

## 定義
2008年の発表時では以下のような定義が行われていた。
- 日本養豚協会が発行する純粋種肉豚証明書を持つ中ヨークシャー種であること。
- 肥育後期に不二窯業のフジエコフィードセンター（富津市）が製造する千葉県産カンショを含む飼料を2か月以上食べた豚肉。

## 歴史
中ヨークシャー種は、1960年ごろまでに日本では広く普及しており、当時の日本の食卓に上る豚肉は、ほとんどが中ヨークシャー種であった。当時の千葉県で飼育された豚もほとんどが中ヨークシャー種であり、その品質は高かった。しかしながら、高度成長期になると出荷までに飼育日数の短い大ヨークシャー種などの大型種にとって代わられ、日本中の養豚農家から中ヨークシャー種は姿を消すことになる。
絶滅品種とも呼ばれていた中ヨークシャー種だったが、千葉県北総地域では細々と生産が続けられており、堀江ファームもそんな養豚農家の1つだった。2002年ごろに堀江ファームの堀江光洋は自ら作るハムやソーセージをもっと美味くしたいと考え、中ヨークシャー種の豚肉を用いることを思いつく。同じころ、枝豚肉の中に紛れていた中ヨークシャー種が東総のある食肉会社の営業部長の目に留まり、その味が注目される。そして、2004年に堀江をはじめとした千葉県内の中ヨークシャー種の生産農家7人で「千葉ヨーク振興評議会」が設立される。
しかしながら、中ヨークシャー種は他の品種と比べ、出荷までに40日間ほど長くかかり、その期間の飼料代金がかさむし、1頭あたりの出産数も少なく、病気にもかかりやすいといった飼育に手間のかかる品種であった。
2008年に「ダイヤモンドポーク」のブランド名で流通が始まるが、前述のように飼育に手間ひまと飼料代金もかかるため、ダイヤモンドポークの価格は通常の国産豚価格の2.5倍ほどになり、販売の難しさに豚農家の世代交代とが合わさって、中ヨークシャー種の生産農家は3戸に減る。
転機は2011年に訪れる。トンカツ専門店「まい泉」がオリジナル豚として堀江ファームの中ヨークシャー種を使うことになったのだ。堀江ファームでは餌代金の節約のためエコフィードを積極的に取り入れていたが、これにまい泉のヒレカツサンドで切り落としたパンの耳を混ぜることで、食品リサイクルが出来上がった。これによって、2015年にはエコフィード活用優良事例表彰で最優秀賞に堀江は選ばれることになる。

## 甘い誘惑

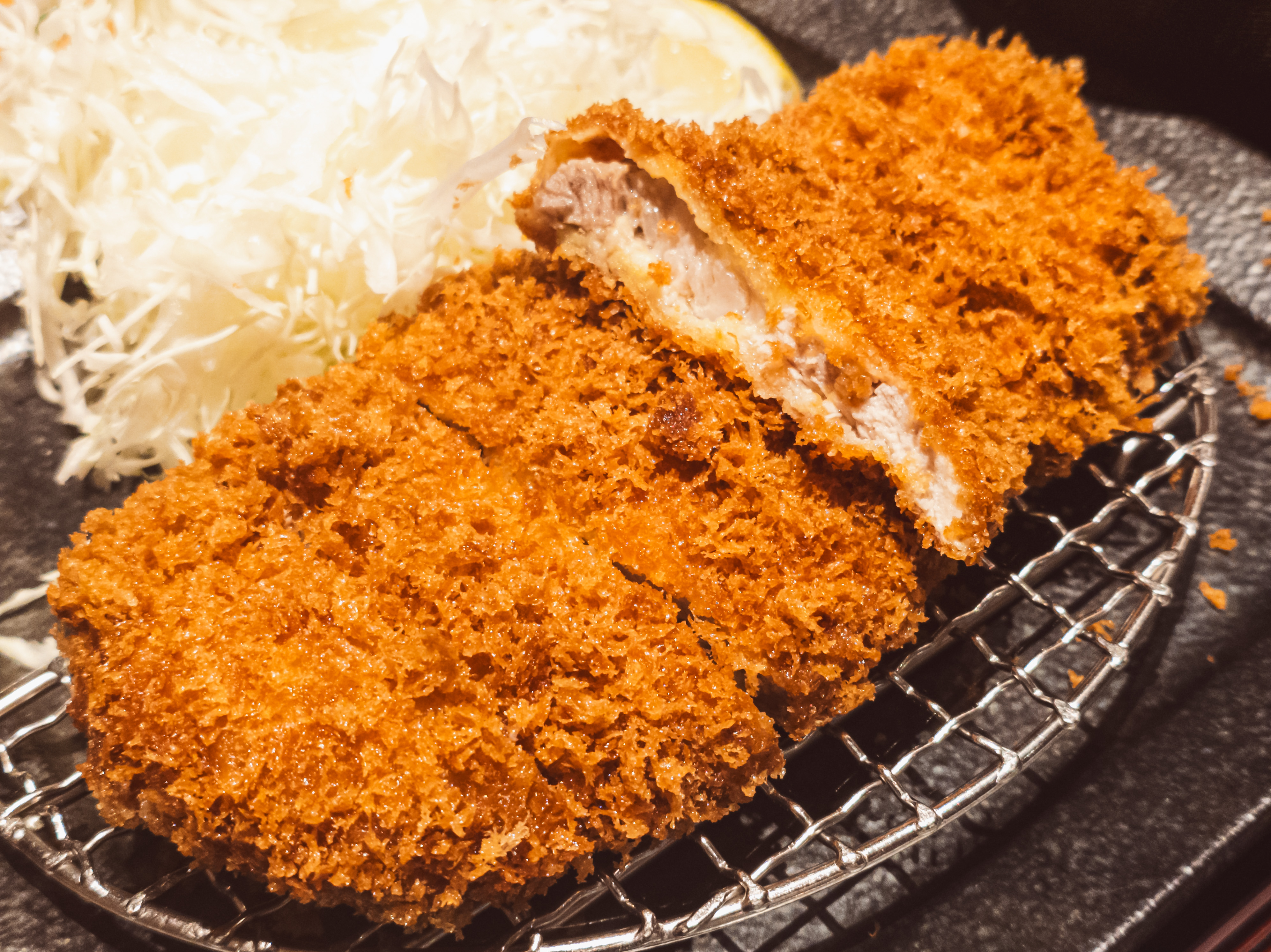
甘い誘惑とんかつ（とんかつ まい泉 大丸東京店）

甘い誘惑は堀江ファームとトンカツ専門店「まい泉」が共同開発したオリジナル豚肉。「とんかつに合う豚肉」がコンセプトであり、油で揚げた際のとろけた脂身の甘さが特徴である。
まい泉のヒレカツサンドの生産過程で切り落としたパンの耳を飼料に加えているのが特徴。
まい泉では、豚一頭を丸ごと仕入れているため、トンカツに使用される部位以外の肉の提供（しゃぶしゃぶなど）も店舗限定で提供している。

## 参考書籍
- 「コクのある旨みと脂質の白さが輝きを放つ「ダイヤモンドポーク」-千葉県富里市/堀江ファーム」『月刊養豚情報』第37巻第3号、鶏卵肉情報センター、2009年3月、6-9頁、CRID 1521136280023595008、ISSN 03894754。